# NGC 4810
NGC 4810 (również PGC 43971) – galaktyka nieregularna (Im/P), znajdująca się w gwiazdozbiorze Panny. Odkrył ją 18 kwietnia 1855 roku R.J. Mitchell – asystent Williama Parsonsa. Oddziałuje grawitacyjnie z sąsiednią NGC 4809, galaktyki te stanowią parę skatalogowaną jako Arp 277 w Atlasie Osobliwych Galaktyk.